# Соловьёв, Евгений Витальевич
Евгений Витальевич Соловьёв (род. 14 февраля 1992, Свердловск-44, Свердловская область) — российский хоккеист, нападающий.

## Биография
Сын хоккеиста и тренера Виталия Соловьёва. Воспитанник новоуральских СШОР и «Кедра», с 2004 года — в магнитогорскм «Металлурге». В сезоне 2008/09 — игрок команды первой лиги «Металлург-2», следующие три сезона провёл в команде МХЛ «Стальные лисы». Сезон-2012/13 начал в команде КХЛ «Донбасс», также играл за «Донбасс-2» в чемпионате Украины. С декабря 2012 стал играть за команду ВХЛ «Южный Урал», в начале 2015 года также провёл два матча в КХЛ за «Металлург» Магнитогорск. Сезон-2016/17 начал в «Зауралье» из ВХЛ, заем сыграл 48 матчей в КХЛ за «Металлург» Новокузнецк. Выступал в ВХЛ за команды «Горняк» Учалы (2017/18, 2018/19), «Чэнтоу» (2017/18), «Химик» Воскресенск (201/19 — 2019/20), «Ермак» (2020/21, 2021/22), «Южный Урал» (2021/22). В конце сезонов-2020/21 и 2021/22 играл за клуб чемпионата Польши «Краковия».
Победитель хоккейного турнира зимней Универсиады 2015 года. Чемпион МХЛ (2010).